# Cathédrale Saint-Nicolas de Nice
Cette  cathédrale n’est pas la seule cathédrale Saint-Nicolas.
La cathédrale Saint-Nicolas est un édifice religieux orthodoxe russe, située à Nice, en France, l'un des plus importants hors de Russie,.
La cathédrale a été classée au titre des monuments historiques par arrêté du 11 août 1987 et a reçu le label « Patrimoine du XXe siècle ».

## Situation
La cathédrale s'élève au centre de la ville, près du boulevard du Tzaréwitch, à l'extrémité de l'avenue Nicolas II.

## Historique

### Église Saint-Nicolas-et-Sainte-Alexandra
En raison de l'importance de la communauté russe installée à Nice au cours de la deuxième partie du XIXe siècle, la construction d'une église russe est décidée. La tsarine Alexandra Fedorovna lance une souscription dès 1856 et l'église Saint-Nicolas-et-Sainte-Alexandra est inaugurée trois ans plus tard, rue Longchamp. Elle est alors la première église russe d'Europe de l'Ouest. Mais rapidement, elle devient trop petite pour la colonie russe qui ne cesse de grandir.

### Construction de la cathédrale

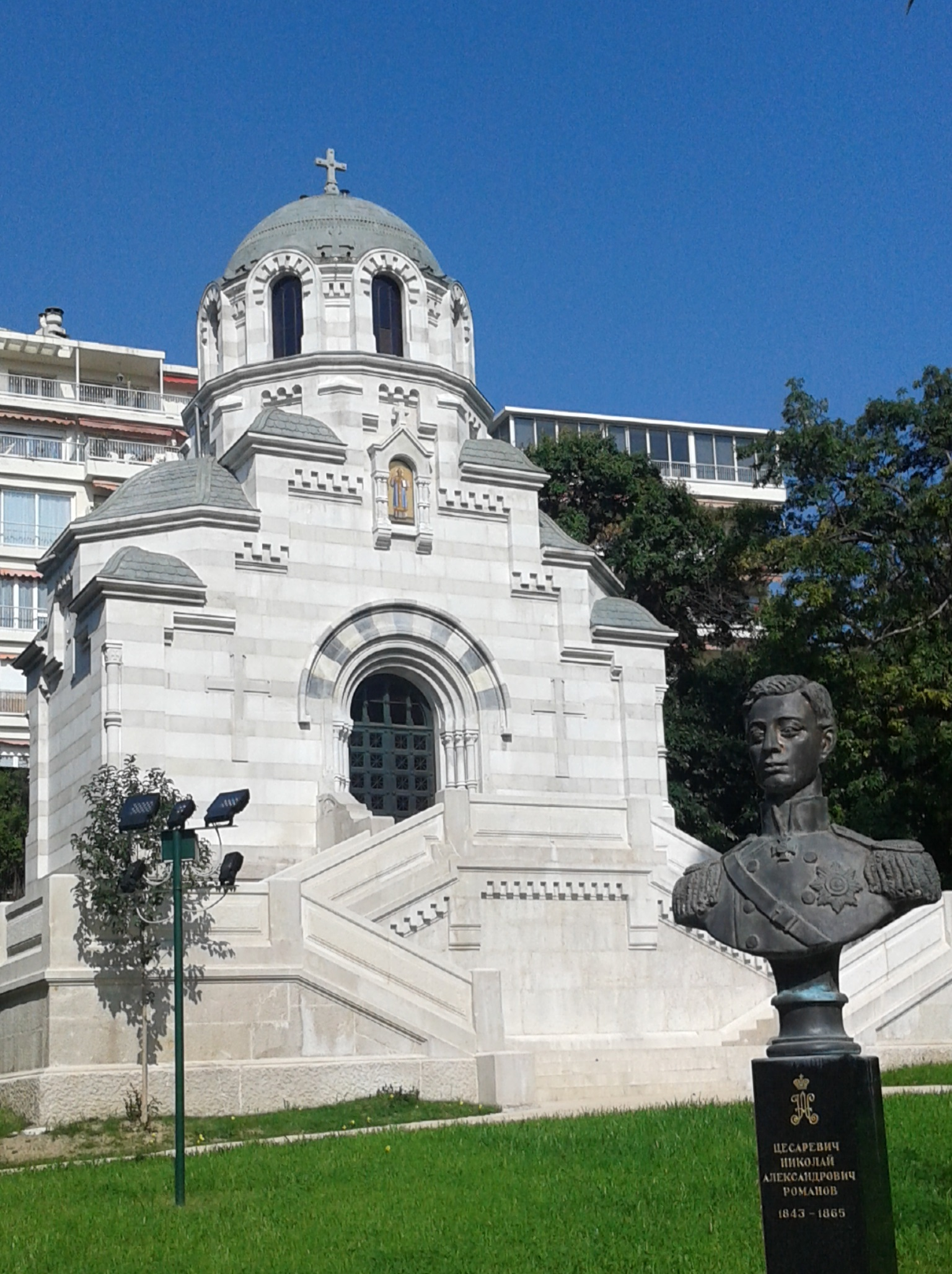
La chapelle du tsarévitch Nicolas Alexandrovitch de Nice.

En 1865, le tsarévitch Nicolas Alexandrovitch, fils d'Alexandre II, s'éteint à l'âge de vingt ans des suites d'une méningite alors qu'il séjourne à la villa Bermond louée par son père. Peu de temps après, celui-ci achète la propriété et fait édifier à la place de la villa une chapelle en hommage à son fils, sur les plans de l'architecte David Grimm.
En 1903, à proximité de cet oratoire, commencent les travaux de construction d'une cathédrale, la future Cathédrale Saint-Nicolas, selon les plans de l'architecte Mikhaïl Préobrajenski, professeur d'architecture à l'Académie impériale des beaux-arts de Saint-Pétersbourg. Elle est inaugurée en 1912.

### Gestion de la cathédrale
De 1923 à 2010, c'est une association cultuelle qui gère la paroisse orthodoxe Saint-Nicolas de Nice et donc la cathédrale. De 1931 à 2011, elle dépend de l'archevêché des Églises orthodoxes russes en Europe occidentale du Patriarcat œcuménique de Constantinople. Elle est depuis rattachée au diocèse orthodoxe russe de Chersonèse du Patriarche de Moscou et de toutes les Russies.

### Conflit avec la fédération de Russie

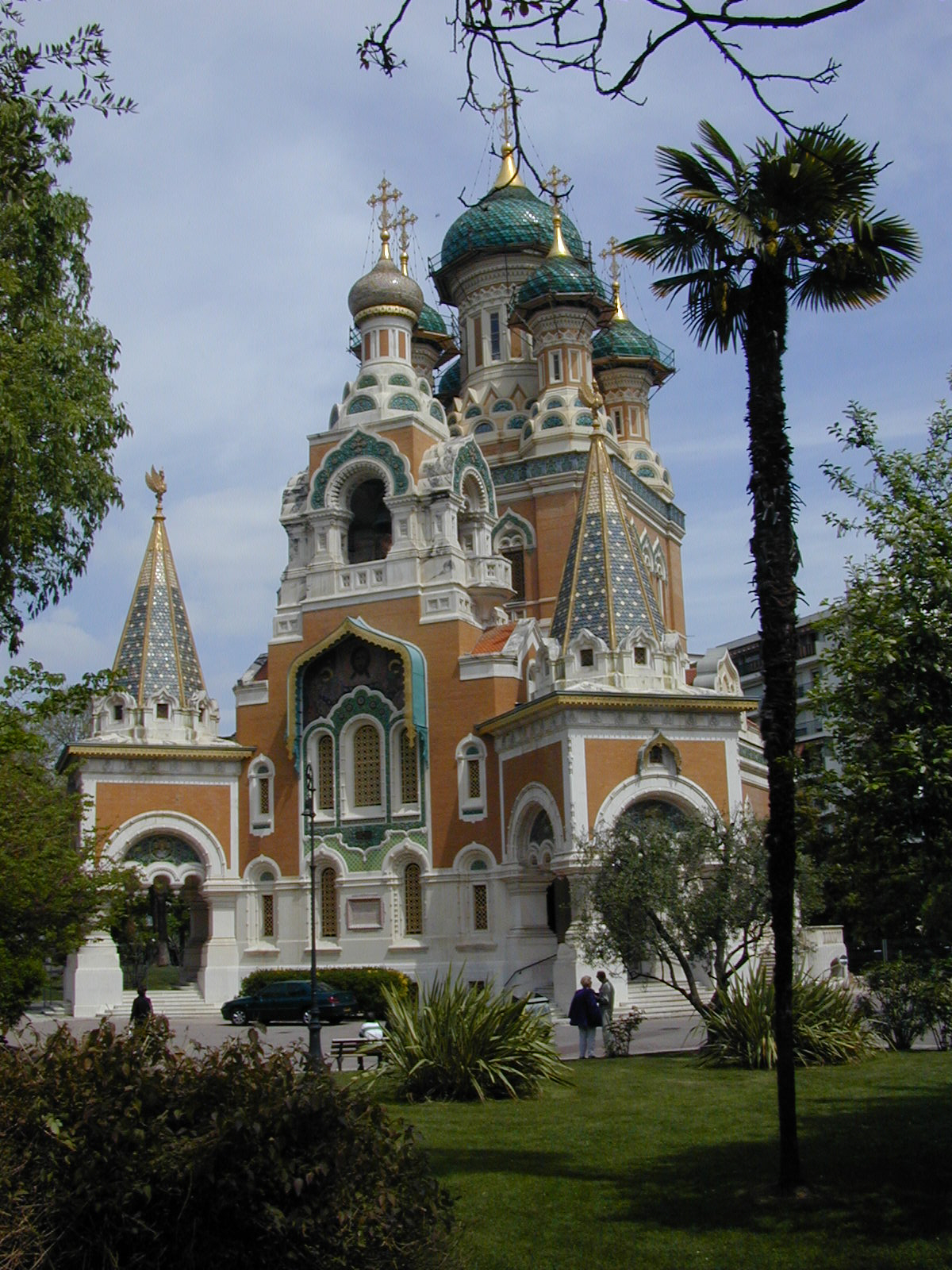
La cathédrale vue de côté.

À partir de novembre 2006, la fédération de Russie revendique la propriété de la cathédrale en s'appuyant sur le fait que le terrain sur lequel elle est construite appartenait à la famille impériale de Russie avant la révolution russe de 1917.
Le 20 janvier 2010, le tribunal de grande instance de Nice décide, en première instance, d'attribuer la propriété de la cathédrale à la fédération de Russie, estimant que la nature du bail emphytéotique, initialement signé en 1909 pour une durée de 99 ans, et aux termes duquel la construction et l'entretien de la cathédrale sont confiés à l'Église orthodoxe de Moscou, sous l'autorité du Patriarche, a été repris depuis 1923 par l'Association cultuelle orthodoxe russe de Nice (ACOR), puisque l'édifice est occupé par cette association, et ne donnerait pas à celle-ci droit à usucapion. Ceci signifie que malgré l'occupation continue des lieux depuis 86 ans, cette association n'obtiendrait pas la propriété effective du bâtiment, des terrains attenants, des biens et meubles contenus dans la cathédrale,. L'avocat de l'association a aussitôt annoncé l'intention de son client d'interjeter appel de la décision. Il soutient que l'association cultuelle n'existe que depuis 1923, et n'est donc pas partie au bail emphytéotique. Il évoque le fait que ledit bail n'a pu être repris par l'association, qui n'a occupé et entretenu le bien qu'à titre précaire, et pour éviter sa dégradation. Il affirme que la fédération de Russie s'est désintéressée de la cathédrale depuis 1917 et la révolution russe, et que l'association bénéficierait de la prescription trentenaire.
Le 19 mai 2011, la première chambre civile de la cour d’appel d’Aix-en-Provence confirme le jugement de première instance, en estimant que l’État de la fédération de Russie est « fondé à reprendre possession, à la suite de l’arrivée du terme du bail emphytéotique du 9 janvier 1909, survenu le 31 juillet 2007, du bien immobilier, du terrain alentour ainsi que de tous les objets incorporés ». Pour la cour, la propriété « est imprescriptible et ne se perd pas par le non-usage ». L'association annonce alors son intention de se pourvoir en cassation et le recteur de la cathédrale Jean Gueit, de concert avec le second prêtre Michel Philippenko, refuse de rendre les clés de l’édifice aux autorités russes estimant que la cour d'appel a statué sur la propriété mais pas sur l'occupation. Le 12 septembre 2011, l'ACOR décide de fermer la cathédrale aux visiteurs, expliquant que la Russie lui interdit désormais de faire payer les entrées. L’ambassadeur de Russie en France, Alexandre Orlov, entend récupérer les clés de la cathédrale et annonce qu'il les remettra à un nouveau recteur nommé par le patriarcat de Moscou, Nicolas Ozoline. Par ailleurs, ce dernier estime que l’état du bâtiment s’est fortement détérioré, ce que conteste l’association cultuelle,. Le 31 octobre 2011, le tribunal de grande instance de Nice, qui a été saisi par la fédération de Russie, ordonne à l’ACOR de remettre les clés de la cathédrale aux autorités russes sous sept jours et fixe une astreinte de 6 000 euros par jour de retard. Finalement, le 15 décembre 2011, les clés sont remises par l'ACOR à Nicolas Ozoline lors d'une cérémonie officielle. Le fait que le nouveau recteur soit nommé par le diocèse orthodoxe russe de Chersonèse du Patriarcat de Moscou rattache désormais la cathédrale à ce dernier. Ce transfert est contesté, l'ACOR estimant qu'il est « contraire aux règles de fonctionnement de l’Église orthodoxe, tant d’un point de vue ecclésiologique que canonique. ». Le 10 avril 2013, la Cour de cassation rejette le pourvoi de l'ACOR.

### Rénovation
Alors que les offices ne sont pas interrompus, les portes de la cathédrale sont rouvertes aux visiteurs le 1er juillet 2012 et l'entrée est dorénavant gratuite.
L'État russe décide d'engager une rénovation intérieure et extérieure de l'édifice devant débuter le 17 décembre 2012, jour du centenaire de la cathédrale. Le 19 janvier 2016, la cathédrale est rouverte officiellement après presque deux ans de travaux.

## Description
La cathédrale russe orthodoxe Saint-Nicolas est construite sur un plan en croix grecque, avec un corps central cubique (de 20 m de côté) à cinq coupoles ou bulbes (une plus importante qui culmine à 52 m de hauteur et quatre de taille moyenne, symbolisant le Christ et les quatre évangélistes), typique de l'architecture religieuse de la région moscovite à la fin du XVIe siècle. Ce corps central est cerné de kokochnikis coiffés de tambours percés d'étroites fenêtres richement décorées de majoliques qui supportent les coupoles couvertes de tuiles vernissées aux différents tons de vert. Il est complété par deux porches jumeaux reliés par le clocher polygonal coiffé d'une coupole dorée. 
Lorsque sont creusées les fondations, l'architecte s'aperçoit que la mauvaise qualité du terrain nécessite des travaux onéreux, d'où l'emploi du béton armé pour réduire les coûts. Cette ossature en béton est masquée par une dizaine de matériaux décoratifs assemblés comme parement : briques industrielles ocres de la région rhénane, marbres italiens, calcaire blanc de La Turbie pour la base de l'édifice, majoliques bleu-pastel et tuiles polychromes de Florence et de Blois.

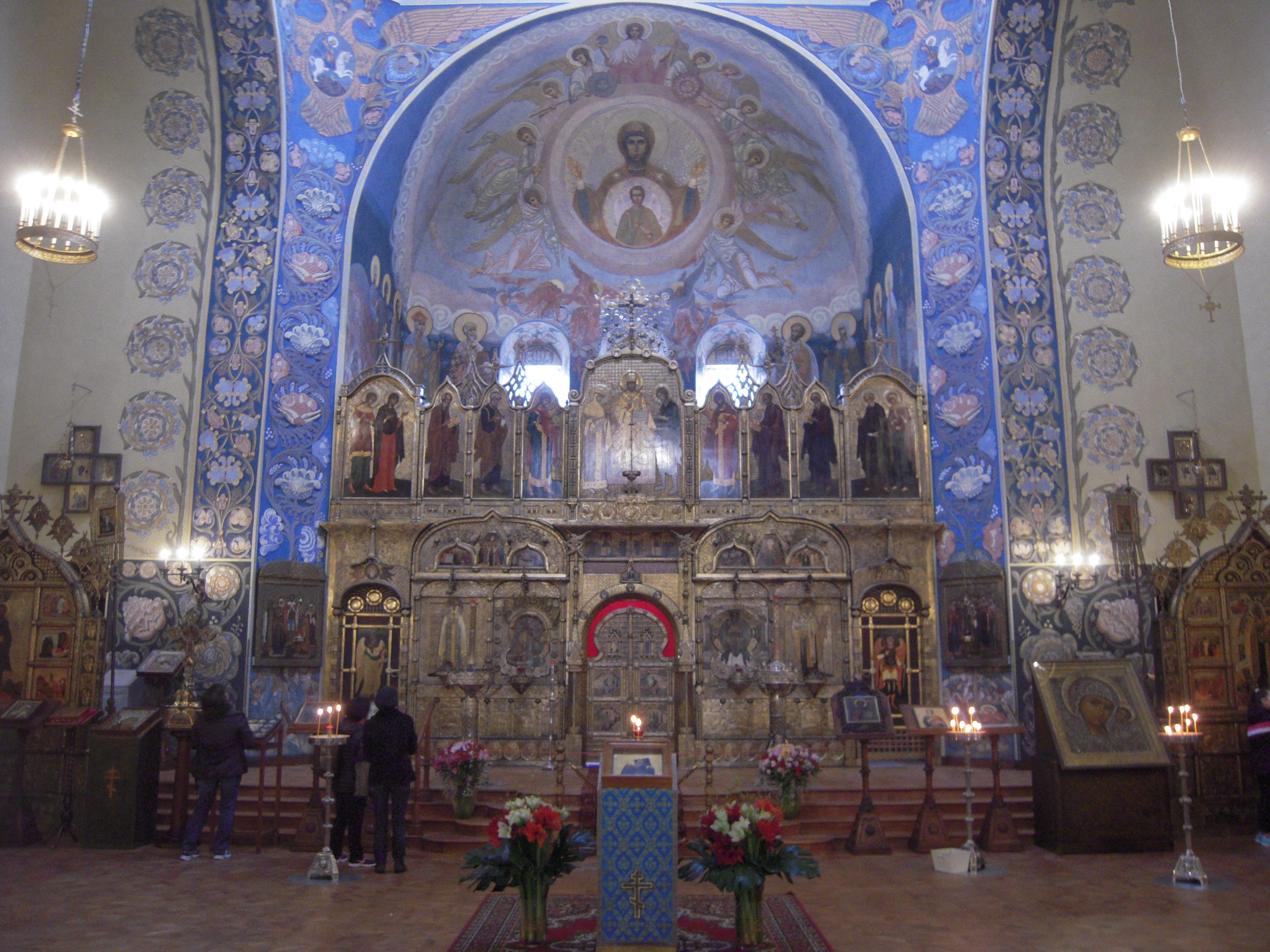
Iconostase en bois doré recouvert de bronze et de cuivre ciselé, importée de Russie.
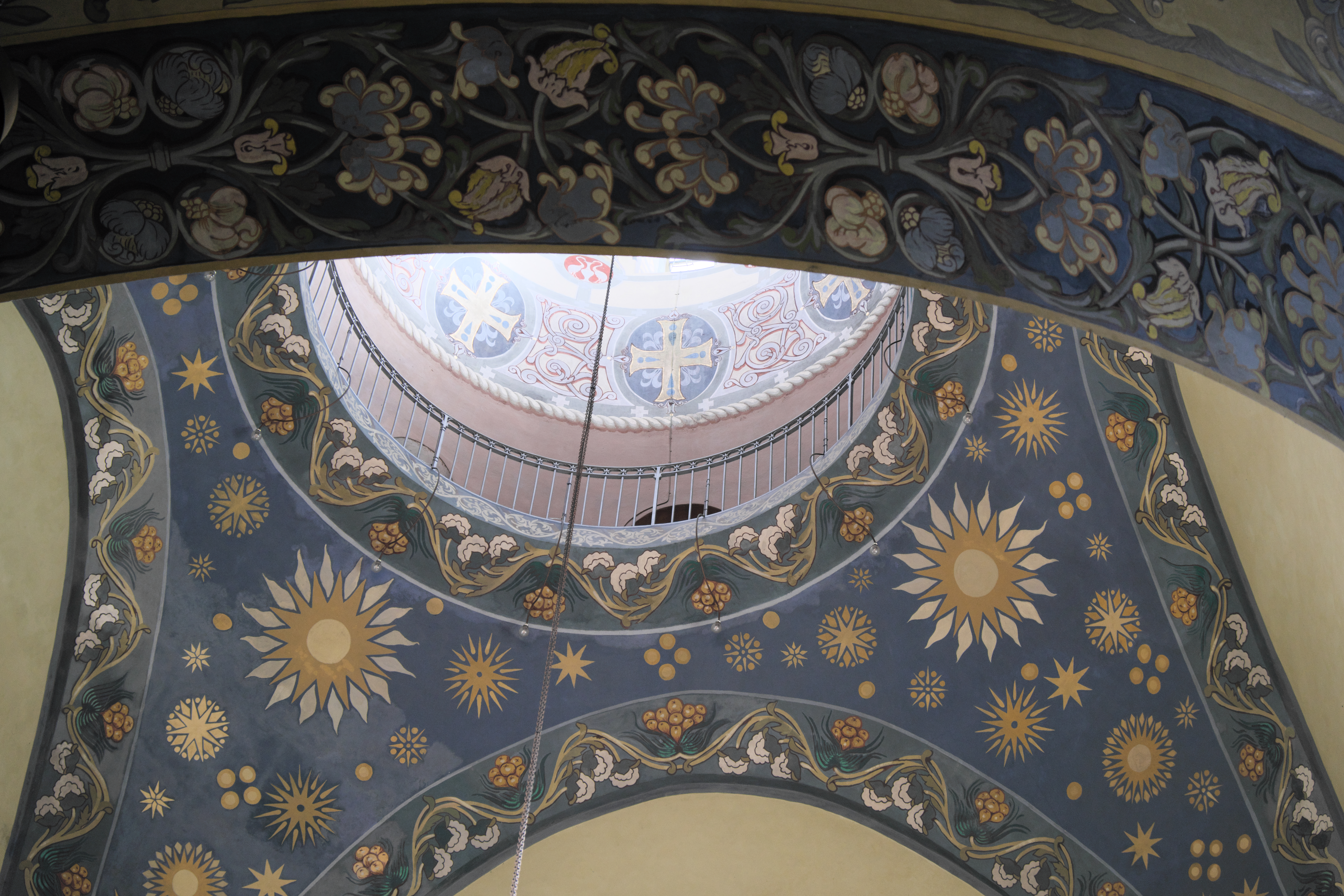
Décorations florales inspirées de l'art nouveau et l'art déco.